# پت مک‌کارن
پت مک‌کارن (به انگلیسی: Pat McCarran) سناتور سابق عضو حزب دموکرات ایالات متحده آمریکا بود. وی در سال ۱۹۳۳ تا ۱۹۵۴ میلادی سناتور ایالت نوادا در سنای ایالات متحده آمریکا بود.